# Activate
Activate — немецкий евродэнс-коллектив.
Группа была основана в 1993 году так называемой «Командой А» (англ. The A-Team) — четырьмя немецкими продюсерами и композиторами: Томасом Детертом (Thomas Detert), Майком Грайшаймером (Mike Griesheimer), Николь Ветцель (Nicole Wetzel) и Манфредом Поппе (Manfred Poppe). Первым синглом коллектива стал «Let The Rhythm Take Control», выпущенным в 1994 году. После выхода записи Activate покинули Манфред Поппе и первая вокалистка Николь Ветцель. Новыми сопродюсерами проекта стали Андреас Хеттер (Andreas Hoetter) и Александр Штиплер (Alexander Stiepler).
Второй вышедший сингл назывался «Beat Of The Drum». Вокальные партии на нём исполнила Рэйчел Рэк. Первый и единственный альбом проекта — Visions — вышел в 1994 году. Затем бы издан сингл «Save Me», отметившийся в хит-парадах Австрии и Германии, и «Megamix». Последней вокалисткой группы до конца её существования была Нанни Загар. В 1995 году с ней было выпущено два сингла: «I Say What I Want» и «Tell Me». В конце 1995 года Майк Грайшаймер и Томас Детерт оставили работу в Activate и проект прекратил своё существование.

## Дискография
- Visions (1994)

Синглы
- «Let The Rhythm Take Control» (1993)
- «Beat Of The Drum» (1993)
- «Save Me» (1994)
- «Megamix» (1994)
- «I Say What I Want» (1995)
- «Tell Me» (1995)
- «Fall In Love With You» (1996)
- «Lost & Found (Special Fan Edition)» (2012)
- «Spotlight (Maxi Edition)» (2016)